# 扶桑级战列舰
扶桑级战列舰是日本帝國海軍引進金剛級戰艦後，在1910年代由日本國內首度設計建造的戰艦級別，也是日本海軍第一款服役的超無畏艦。本級艦最顯眼的特色是極為高聳的塔型檣樓。

## 建造
扶桑级战列舰是日本八八舰队计划的一部分，搭配战列巡洋舰爭奪制海權。由于日本在1905年的日俄戰爭中擊潰俄羅斯帝國，雖然獲取中國東北地帶的經營特權，但戰爭開銷致使國家債臺高築；這時帝國海軍中留英回國的將領佐藤鐵太郎在日俄開戰前向明治天皇獻上了帝國國防論一書，強調海洋對日本國土防衛的重要性，後來的對馬海戰也證明了這項觀點的前瞻。同時，他在書中也強調日本未來在亞洲的擴張中不免會和英國或美國其中一國發生利益摩擦，所以建立至少有對手七成戰力、足以在日本近海擊潰對手的海軍成為必要規模，他的論點成為日本直到二戰戰敗前建軍的主導方向，也為日本海軍的擴張提供了理論基礎。
1907年，日本帝國議會通過了八八艦隊擴軍方案，目標是建造8艘2萬噸級的主力戰艦、8艘1萬8千噸級的戰鬥巡洋艦。然而無畏號戰艦及無敵號戰鬥巡洋艦的出現成為造艦思想的新典範對照組，讓當時搶先建造的三型軍艦甫推出即告落伍，加上財政問題，導致造艦進度暫時放緩。1911年，日本批准“第三期海军舰艇扩张计划”中的“第三号战舰”（扶桑号）的建造计划，1912年3月扶桑號開工；然而在扶桑號開工的同時後續艦艇的經費仍未有著落。要到1912年12月21日帝國議會才決定大正二年度軍備補充預算增支600萬日幣作為興建3艘戰艦（山城、伊勢、日向）的初期預算，山城號得到這筆允諾經費才趕於1913年開工，但是這個決議實際上並沒履行。山城號的動工以時間軸來看是在預算尚未撥列的狀況下先行下訂；預算真正入袋要到1914年編列的「大正3年度軍艦製造費」撥付650萬日幣才得以讓第四號（山城）到第六號戰艦正式開工。對日本帝國海軍來說這個延宕可屬幸運，由於後續艦開工延遲之故不至於一次造出4艘缺陷品，得以減少損失。
扶桑級設計的主設計師為造船中將近藤基樹博士。初始方針是打算採4艘戰艦共同編隊的方式作戰。開工前，日本海軍手頭持有的資料有金剛級與無畏級的藍圖，日本海軍也在觀察當時世界戰艦的發展潮流，同時英國基於盟友立場也協助日本設計建議。而在一戰前最先進者莫過於英國的鐵公爵級戰列艦及伊莉莎白女王級戰列艦，與美國的紐約級戰艦和內華達級戰艦；這些戰艦有的共通特質就是主裝甲帶最大厚度超過330公厘，主砲超過10門，極速達到23節以上，這些規格成為日本想超越的目標。
為了帝國海軍首艘超無畏艦計劃，扶桑級設計草圖有35種以上，從代號A-47到A-57均為本艦規劃方案；最終，扶桑級以代號A-64設計案決定。
| 項目             | A47                  | A48                  | A49                  | A50                  | A51                  | A52                               | A53                  | A64                  |
| ---------------- | -------------------- | -------------------- | -------------------- | -------------------- | -------------------- | --------------------------------- | -------------------- | -------------------- |
| 水線長           | 187m                 | 182m                 | 173m                 | 173m                 | 176m                 | 172m                              | 182m                 | 192m                 |
| 最大船寬         | 28.9m                | 28.6m                | 28.3m                | 28.3m                | 28.6m                | 28m                               | 28.8m                | 28.6m                |
| 吃水             | 9.1m                 | 8.9m                 | 8.9m                 | 8.9m                 | 8.8m                 | 8.8m                              | 9.1m                 | 8.6m                 |
| 排水量           | 30,000t              | 28,000t              | 27,100t              | 27,000t              | 27,200t              | 26,000t                           | 29,000t              | 30,600t              |
| 軸馬力           | 38,500               | 37,000               | 36,200               | 35,000               | 34,300               | 33,200                            | 38,000               | 38,000               |
| 軸馬力           | 46,000               | 44,200               | 43,500               | 43,350               | 41,550               | 40,000                            | 45,320               | 無し                 |
| 主砲塔           | 14英吋雙連裝 6座12門 | 12英吋雙連裝 6座12門 | 14英吋雙連裝 5座10門 | 14英吋雙連裝 5座10門 | 12英吋三連裝 4座12門 | 12英吋雙連裝 3座6門 三連装 2座6門 | 12英吋三連裝 5座15門 | 14英吋雙連裝 6座12門 |
| 水線裝甲帶       | 229mm-300mm-229mm    | 229mm-300mm-229mm    | 229mm-300mm-229mm    | 229mm-300mm-229mm    | 不明                 | 不明                              | 不明                 | 229mm-300mm-229mm    |
| 中甲板側面裝甲帶 | 150mm-177mm-150mm    | 150mm-177mm-150mm    | 150mm-177mm-150mm    | 150mm-177mm-150mm    | 不明                 | 不明                              | 不明                 | 100mm-200mm-100mm    |
| 上甲板側面甲帯   | 150mm                | 150mm                | 150mm                | 150mm                | 不明                 | 不明                              | 不明                 | 150mm                |
| 主装甲甲板       | 28mm                 | 28mm                 | 28mm                 | 28mm                 | 不明                 | 不明                              | 不明                 | 37mm～50mm           |
| 水平甲板         | 25mm                 | 25mm                 | 25mm                 | 25mm                 | 不明                 | 不明                              | 不明                 | 31mm                 |
| 炮座             | 229mm                | 229mm                | 229mm                | 229mm                | 不明                 | 不明                              | 不明                 | 300mm                |

此設計的船身原型為河內級戰艦，但是也加入了金剛級戰艦船體設計哲學，以及部份當時最新設計思維建造一款具有飛剪式艦艏外觀、長船首樓設計，總噸位29,000長噸(29465公噸)，有著採用雙連裝砲塔的12門14英吋主砲，具備23節極速可壓倒美國同行的戰艦。扶桑号于1912年3月开工，是旧日本海军历史上第2艘以“扶桑”命名的战舰（“扶桑”曾被用来命名旧日本海军历史上第一艘被类分为“战舰”的铁甲舰）。1915年11月扶桑号完工服役，该级二号舰山城号1913年11月动工，到1917年3月完工服役。為当时世界上排水量最大、速度最快的战舰。

## 設計方針
由于是日本海军第一次尝试自行设计建造超无畏級战列舰，又過度要求武裝的結果，扶桑级整体布局、建造技术以及经验不足，整体而言并不理想。扶桑級在開工前曾以縮尺模型在大型水槽內測試流體力學，並考慮了較好的耐浪船艏設計，卻因為船舵設計沒有與船體適切，導致扶桑級操艦穩定性是日本帝國海軍戰艦中獨樹一格的爛；一般航行光要維持直線前進便相當困難，180度轉向時更會出現速度急降的停船狀況。扶桑號在海試時發現的各種缺點在山城號上已經開始調整設計，但就結果來說毛病沒有根治；所以第二批次的造艦計畫取消，設計也重新返回繪圖桌上改良缺陷，改良成果則為伊势级战列舰。扶桑級的設計缺陷讓她服役過程實施多次改造，但基本佈局不變結果改良效果有限，在二戰爆發時扶桑級整體技術已屬過時；在中途島戰役航艦大規模折損時曾經有提案將扶桑級改造為航空戰艦，並打算在1943年6月動工，最後因日向號砲塔爆炸意外讓高層決定由伊勢級戰艦實施改造，改裝計畫並未實行。

### 火力

完工初扶桑級戰艦的主炮佈局

在「單艦優越主義下」，扶桑級最初便規劃為一艘12門主砲的戰艦，但當時海軍大國自身的造艦策略比較保守，只有在外銷戰艦上才敢「因應顧客需求」做出某些設計突破，像是裝設7座12英吋主炮的阿金科特號戰艦；所以即使是英國也沒有堪稱成熟的多主炮配置構思；要怎樣配置如此數量的艦砲成為一大考驗。
為此，艦政本部也向英國維克斯公司求教意見；英方除了傳統雙連裝砲塔配置，也提出採美國與義大利戰艦的方式設計一型三連裝主砲砲塔，但是日本海軍以三連裝主砲著彈散布界過廣以及技術不成熟等理由，決定採6座雙連裝砲塔的配置。双联装主炮炮塔全部装备在舰体中心线，舰体前、后部各安装两座采用背负式，舰体中部在烟囱前后各安装一座。主砲口徑當時無特別要求，因此採用了金剛級主砲，每座砲塔重625噸，採用以鍋爐蒸氣帶動的蒸氣泵提供水壓動力；俯仰角為-5~+20度，旋轉角度為中心線左右各150度，裝填只能固定於仰角5度的狀態下，比起金剛級的25度仰角及自由角度裝填機能來說限制頗多，因此射速只能每分鐘1發。由於主炮仰角限制，1910年代的扶桑級射程僅有22,500公尺。
帳面上，雖看起來扶桑級似乎火力優於列強戰艦，但是火砲射擊不只看數量，還與當時的射擊技巧、技術侷限有關；從英國引進相關技術的扶桑級，當時主炮的制退復進機同樣是使用水壓動力，如果齊射艦上無法供給足夠蒸氣壓力、會讓制退機歸位速度過遲，所以戰艦射擊技巧是採2座主砲以交叉射擊的方式取得最佳開火效率。扶桑級卻沒有設計第三個射擊指揮平台，實務射擊採2-1.1-2的火力配置模式，並沒有善用砲塔增加後的優點。採用嶄新的主炮布局問題也在海試時表露無遺：重装甲带防御部分延伸过长，可改造空间狭窄，火炮射击时会对上层建筑的产生冲击以及相互干扰，主炮齐射时炮口爆风会覆盖全舰。在前部射擊指揮塔，P砲塔在右側55度、仰角5度時影響最為明顯。
不過，炮口噴焰與暴風遮蔽問題並不會影響到艦砲的射擊精度，由於扶桑級的長寬比較金剛級小，加上結構較厚實之故；無論是扶桑號還是山城號服役初射擊演習時，命中率及散布界都是在合格標準，1915年扶桑號火炮測試時也顯示其艦橋射擊震動現象要比金剛級戰艦要小，有利於觀測；山城號在1918年8月6日對距離18,800公尺〜18,100公尺目標射擊測考，共射擊了69發炮彈，齊射間隔28秒、炮彈散布界平均為285公尺、69發炮彈中共有7發判定為第一有效彈、5發判定為第二有效彈、11發判定為第三有效彈。1926年日軍曾集中6艘戰艦（長門、扶桑、伊勢、山城、霧島、比叡）實施聯合射擊測考，扶桑號是測考艦中射擊成績最優秀的一艘。但是噴焰會影響到指揮所觀測敵艦與方位盤計算為不爭事實，對分秒必爭的艦砲互射海戰來說，極劣的操艦穩定性搭配極差的觀測條件，對火力發揚都屬不利要件。不僅如此，扶桑級設計時尚無考量軍艦損管需求，主炮炮塔內部沒有消防用灑水設備，炮塔如有毀損就有可能造成重大安全危機。
除了主砲，扶桑級當時還保留了水下固定式魚雷管設計，6具21吋（533公厘）魚雷管分別以3-3方式配置在艦體兩側。副炮則是與金剛級相同之四一式15公分艦炮，採當時普及的城廓式設計；雖然厚重的炮盾提供砲手防護，但是152公厘的砲彈重量超過日本軍人體格負荷，單靠人力裝彈的實戰射速海軍測試之後非常不滿意，加上主炮噴焰遮蔽全艦的缺陷，扶桑級的副炮砲手要觀測瞄準非常困難，命中率也難以指望。

### 觀測設備
扶桑級在完工初因科技不足，尚未裝設後來普及的各式觀測裝置。除了射擊計算仍以人力為主，主要測距裝備為艦橋上方安裝的視差式光學測距儀；扶桑號主測距儀對焦基線長度為4.5公尺、山城號為6公尺。扶桑號在B砲塔裝設對焦基線長度3.5公尺的測距儀；山城號則在前司令塔裝設與扶桑號砲塔同樣規格的測距儀外，後方司令塔再裝設一具焦基線長度2.7公尺的測距儀。

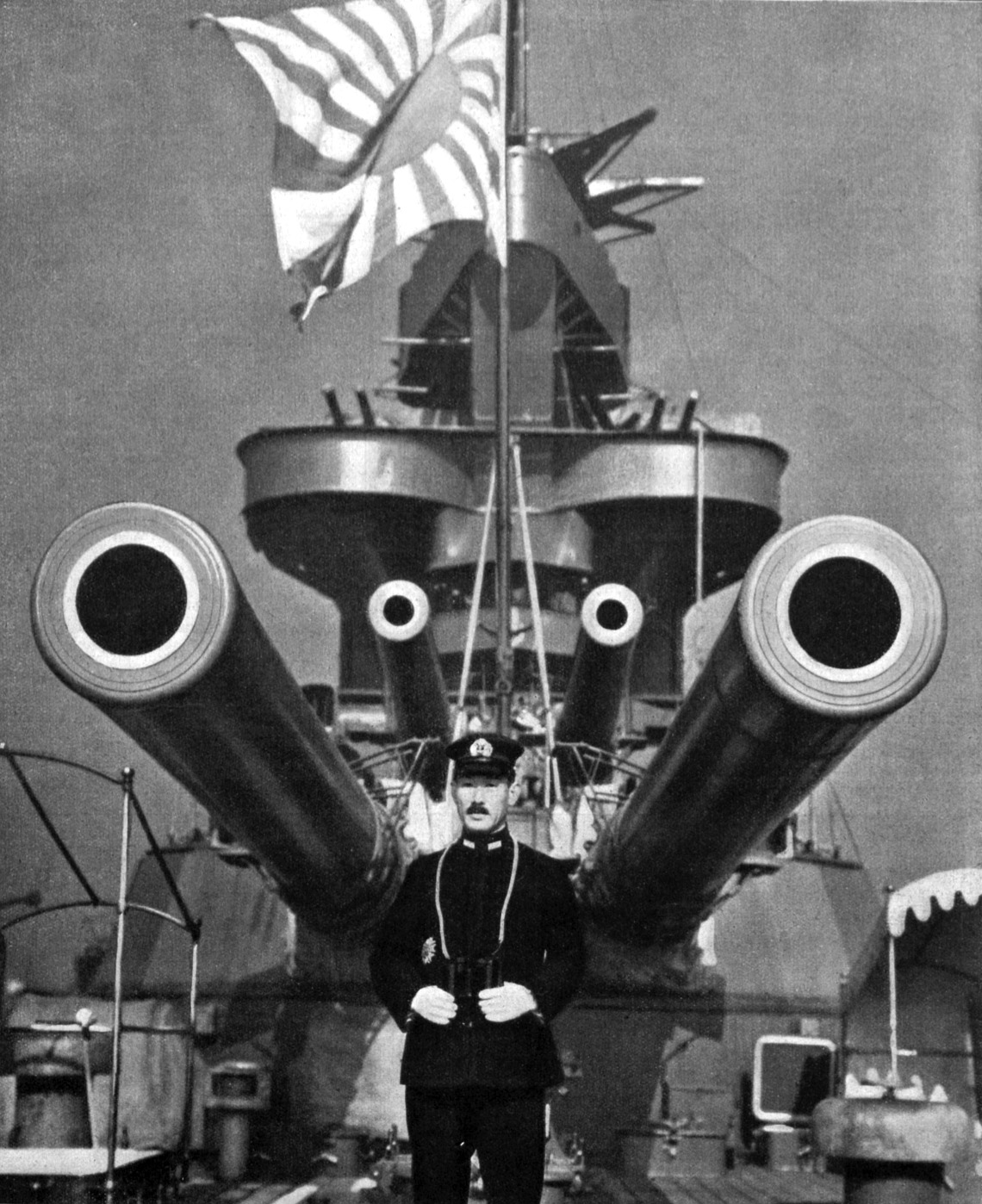
14吋艦炮

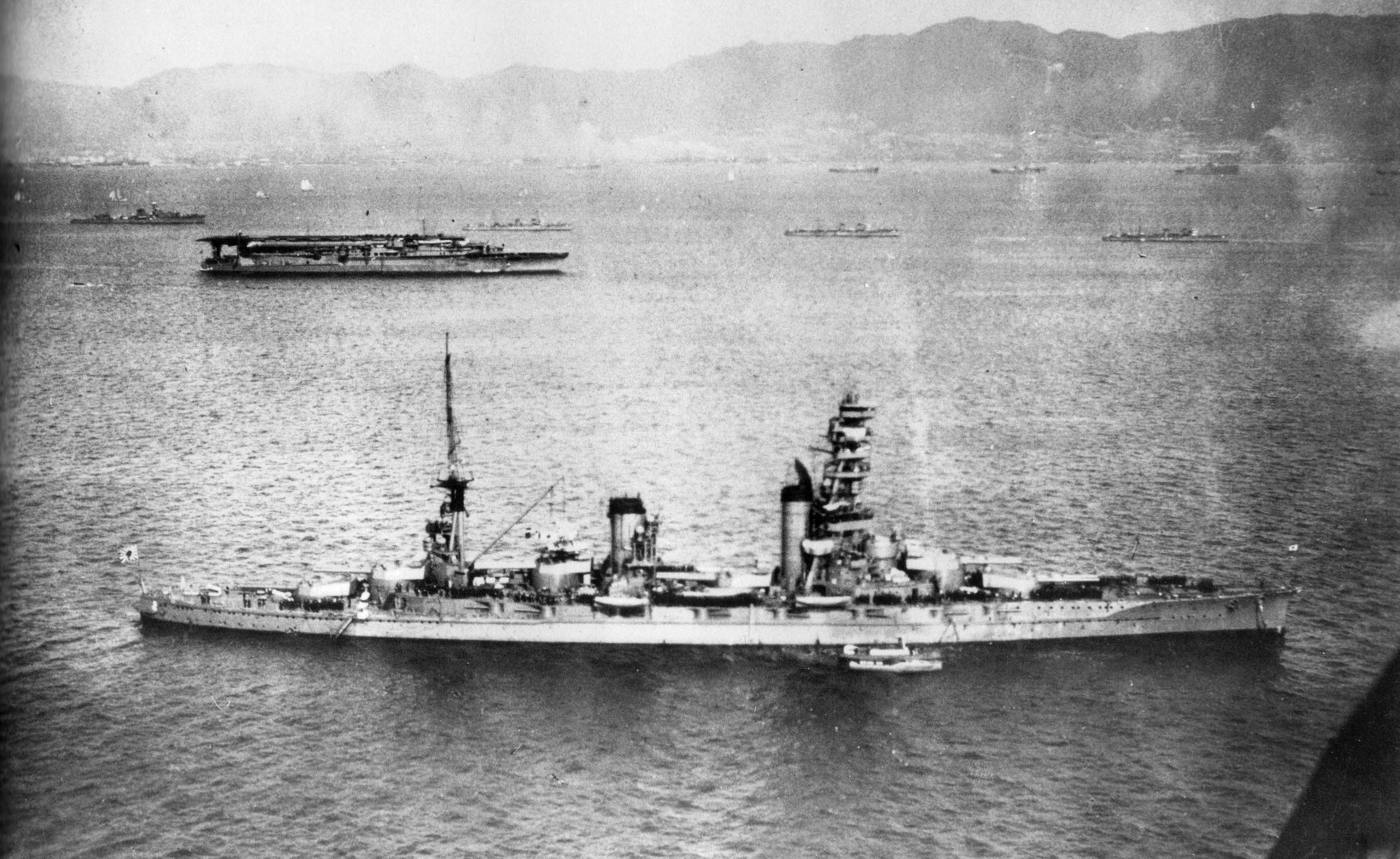
1930年山城號與加贺号航空母舰

### 裝甲
扶桑級的裝甲主要由維克斯滲碳裝甲構成，裝甲帶設計為典型的前日德蘭型戰艦配置，防禦導向為針對1萬公尺左右、入射角為0度的炮擊而設計，對長距離大仰角彈防禦力不佳，裝甲總重量為8726噸，約佔總排水量的29%，比起前代河內級的25%略為增加。在1910年代初，日本的工業生產設施生產不出12英吋（305公厘）以上厚度的裝甲，這成為了扶桑級的防護設計最大限制；司令塔裝甲305公厘，為全艦防禦力最強之部位；主水線裝甲帶厚度303公厘，水線上側面裝甲229公厘；水線下裝甲厚度102公厘；甲板裝甲介於32-51公厘；主炮裝甲炮盾279.4公厘(11英吋)，側面228.6公厘(9英吋)，頂蓋114.5公厘(4.51英吋)；副炮炮盾厚152公厘；船隻的水密隔艙有737個(水面上163個，水面下574個)。本艦設計也依循一次世界大戰前戰艦概念，將煤倉設置在鍋爐室左右舷外側，充當防魚雷隔艙使用，所以輪機系統並沒有增設額外的防護裝甲。
扶桑級的主炮過多，連帶讓裝甲帶過度延長，過長的裝甲帶在攤平噸位後，扶桑級的要害部位防禦力在各國戰艦來說並不優異；扶桑級全艦有6成的長度設有主砲、有5成的長度內設有彈藥庫，而且因為多安裝砲塔的結果導致艦體中段設計成彈藥庫-鍋爐-彈藥庫-鍋爐的高風險方式，一般軍艦被擊中輪機段頂多擔心失去動力，但扶桑級還得擔心鍋爐帶的高溫可能誘爆彈藥的危機。相比來說，金剛級全長中只有33%的比例為彈藥庫或主炮，輪機段也集中設置，即便被彈遭命中致命部位的可能性也較低。日軍自己的實測也評估扶桑級的主裝甲無法承受14英吋主砲以上的砲擊，即使防禦力優於金剛級，以戰艦互角的觀點來說與裸奔沒分別。1930年代近代化改裝時扶桑號的強化重點也在甲板裝甲及水下防護，改良後的裝甲總重量增加到12395噸，佔總排水量31%，但即便如此面對美軍戰艦來講仍不理想。

### 動力
扶桑級的鍋爐使用24座日本設計的宮原式油煤混燒水管鍋爐，搭配2具英國製造的柯蒂斯-布朗直聯式蒸氣渦輪機，渦輪機內有低·中·高壓三組渦輪，每組渦輪機帶動2軸螺旋槳。艦上裝有4千長噸煤炭與1千長噸燃油，可讓扶桑級在14節航速下有著8千海浬續航力。鍋爐艙因第三主砲而隔離成前後部分，這個因主炮佈局而妥協的設計日後仍被認為相當不理想；前艙為一、二號鍋爐室，由前煙囪排煙；後鍋爐艙為三、四號鍋爐室，由後煙囪排放；前艙由於過於靠近艦橋結構，导致出現了高熱傳導與濃煙亂竄的副作用，使艦體需要花費額外的空間裝設隔熱設備。渦輪機組則分為前、後機械艙放在第四砲塔後方，前機艙放置中壓帶動外部螺旋槳，後機艙放置高壓帶動內部螺旋槳。
海試表現上，扶桑號最高輸出46,500匹軸馬力、極速23節；山城號最高輸出47,730匹軸馬力、極速23.3節。雖然都超過紐約級戰艦的21節，但只是勉強達成23節門檻，一般極速仍維持在22.5節。而山城號達成超越23節的航速輸出後，回港檢查即發現渦輪機軸出現毀損情況，因此23節並不算是扶桑級正常運用可達成的標準；在後來第二次改造前扶桑級兩艦航速表現大多維持在21節，和其它戰艦編隊作戰屬十分勉強。

## 現代化改裝

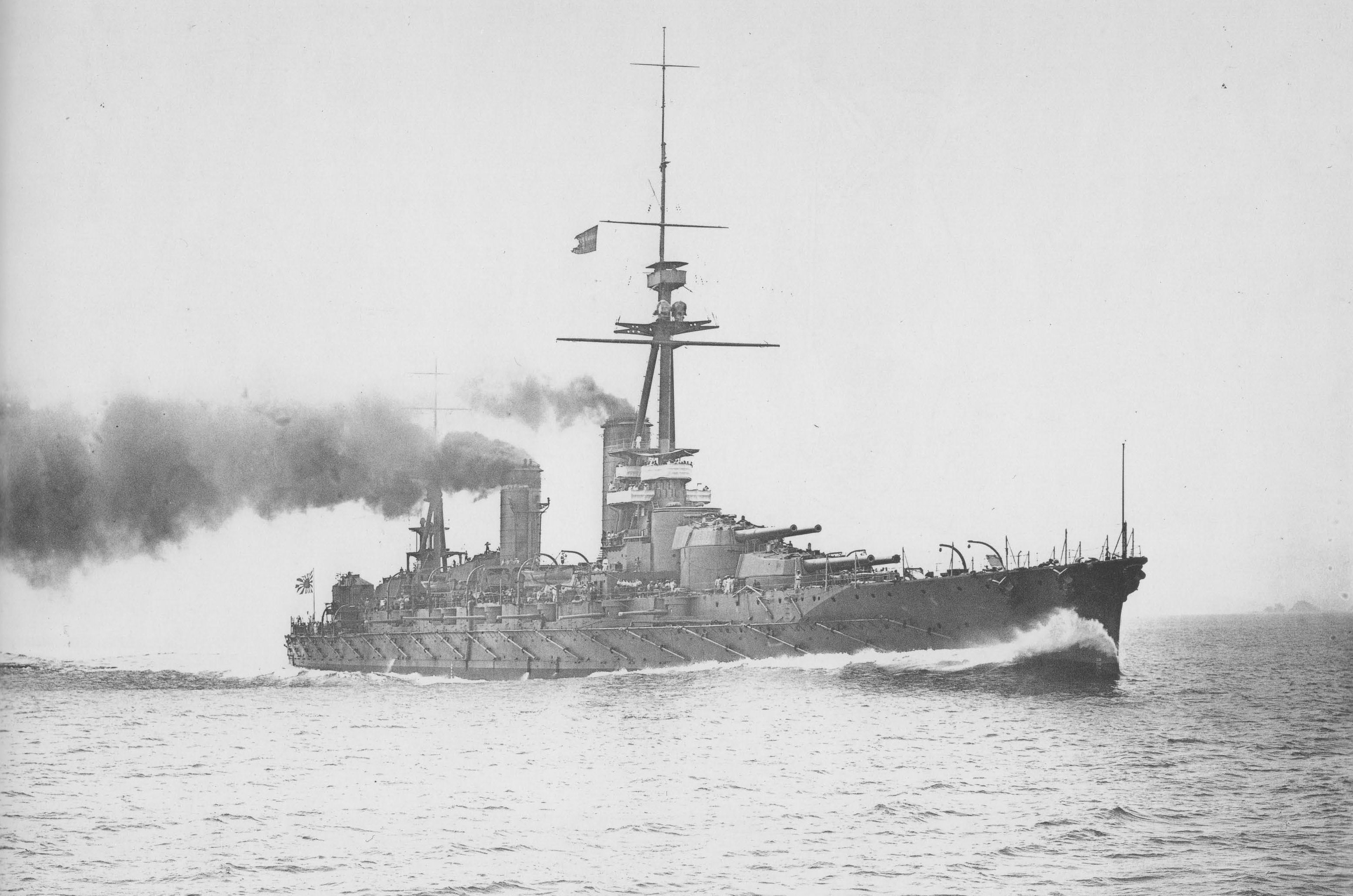
1915年扶桑號初期型海試

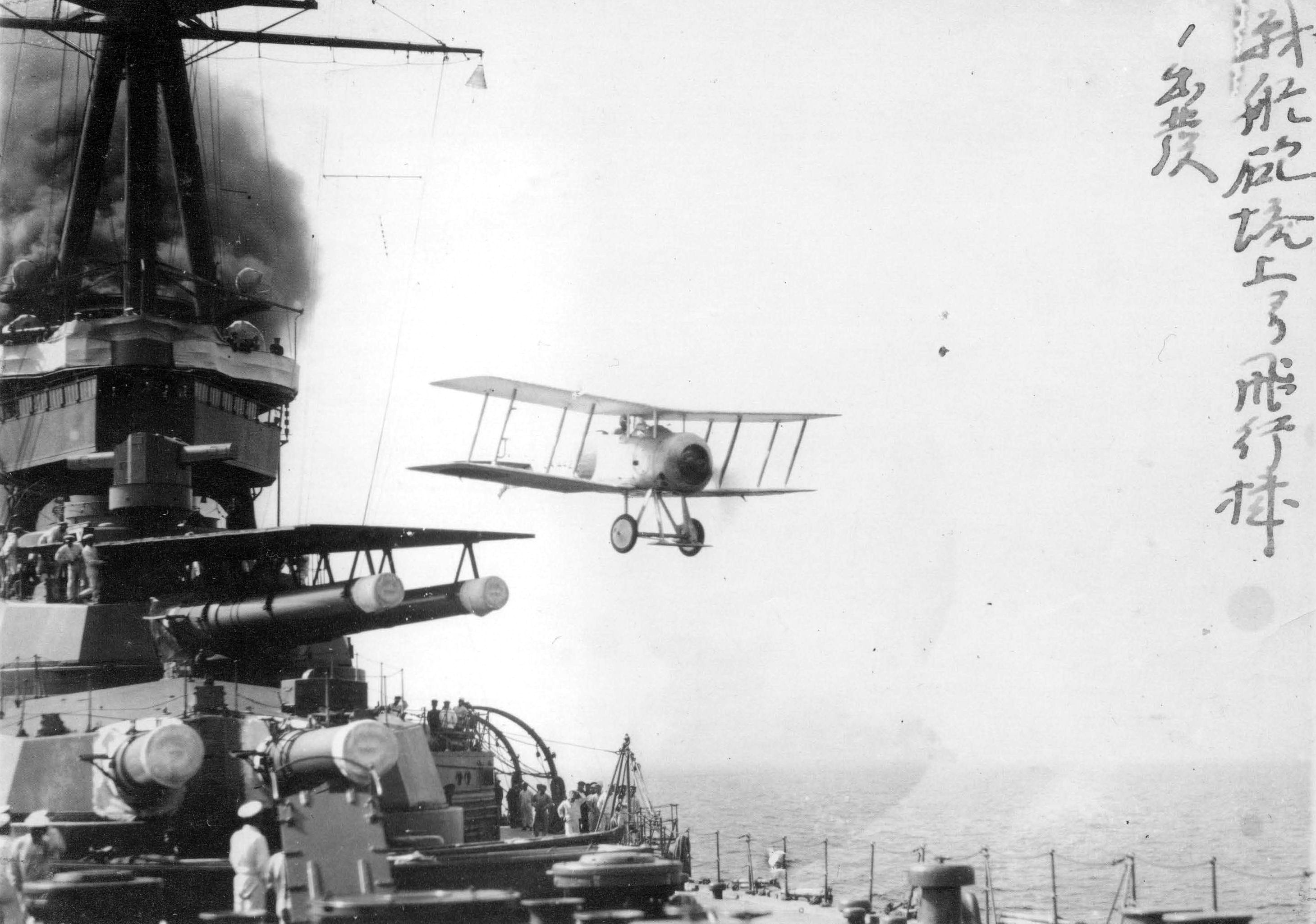
在山城號砲塔增設跑道上起飛的飛機，攝於山城號第一次大改裝後

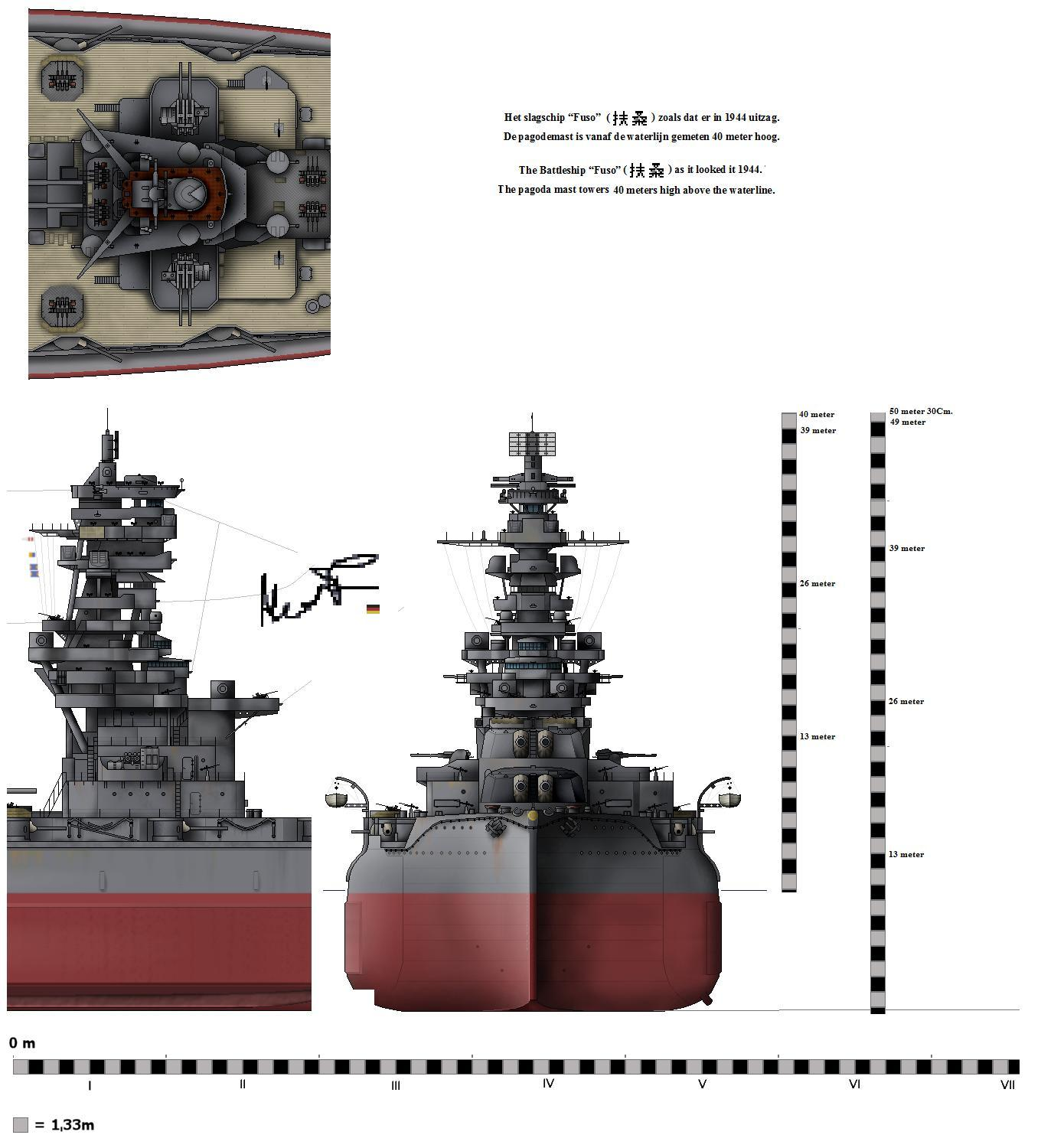
扶桑號最終艦島結構

因為屬於第一次世界大戰前設計的構型，並未在設計初納入戰爭經驗，扶桑級服役的生涯中自服役後的1910年代起便多次改裝；主要的大改裝工程則有兩次。
最初改裝工程始於1916-1917年，裝設主炮射擊使用的方位盤，1918年在艦橋、第二煙囪左右側各設置一門高射炮（共4門）；1922年山城號的B砲塔裝上了飛機跑道，用來實驗陸地用飛機如何在戰艦上起飛。
第一次大改裝
因為戰爭經驗，扶桑級在服役初期一直在改裝修正，直到1923年第一次大改裝，為該級艦首次有計畫性的全盤改良；第一次改良主要為應付遠距離砲戰適应性實施，主炮最高仰角提升到30度、增厚主炮頂蓋裝甲、艦橋加裝基線長8公尺光學測距儀、艦橋擴建，增設射擊指揮所、主炮觀測所、高射指揮所等部門、羅經艦橋改為密閉化等。增建後的艦橋為了避免煙囪廢氣影響而造得非常高聳，但也被嘲笑是違章建築。但只要風向不對第一煙囪的廢氣仍然會灌入艦橋內，讓操作人員相當詬病；雖然艦政本部設計了匙狀煙囪避免廢氣灌入，但沒甚麼效果。
第二次大改裝

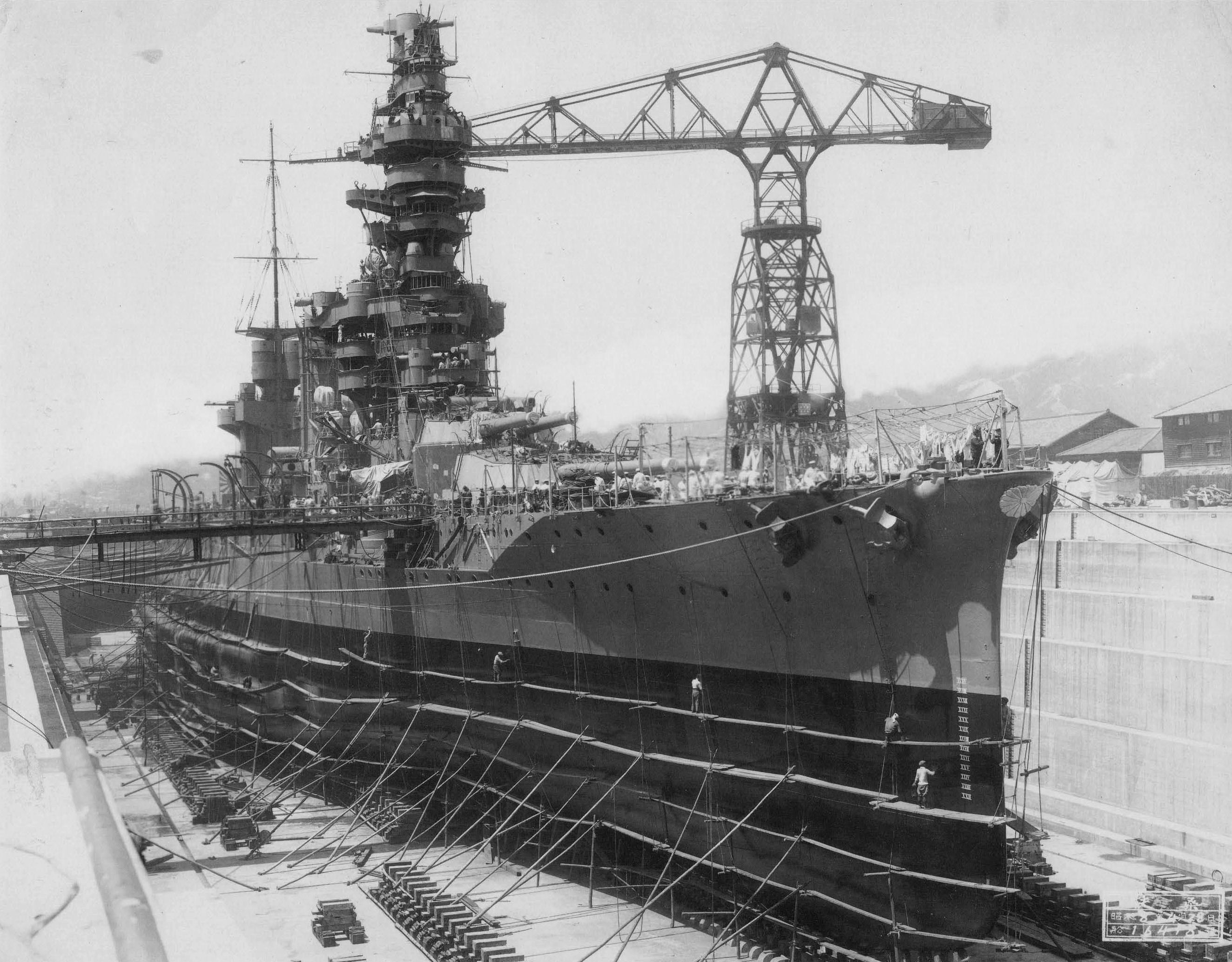
1933年4月在吳港船塢的扶桑號，大改裝工程已接近完工

扶桑級的第二次改裝分別在1930-1933（扶桑號）、1933-1935（山城號），該次改造同樣也是自動力、防護、火力等全盤更新；不過因為華盛頓海軍條約限制，第二次大改裝實際上仍有分段實施，並非一次完成，但仍並括為單次改良。在這次大改造後，同級兩艦開始有明顯區別，差異最大的部分為艦橋構型與第三主炮炮塔設置方向。
由於第一煙囪的排煙問題始終未有確切解決方案，加上被主砲空間箝制可用空間狹窄，第二次改裝索性把整個前動力艙（1號、2號鍋爐艙）撤除，空出的艙間下部2／3容積作為重油燃料槽、上部1／3作為士官寢室用；改裝後的動力機組，鍋爐更換為艦政本部式重油水管鍋爐、集中置於後鍋爐艙，每部鍋爐採獨立艙間配置提升生存力，攜帶燃料也變成5,100長噸重油，輪機組更換4部艦政本部式全減速齒輪型蒸氣渦輪機，出力輸出達75,000匹軸馬力。發電機組運用的是蒸氣渦輪發電機，發電機設置在Q砲塔後、主機械室前的水線下艙間區域。改良後的輪機組，仍受限較差的艦體設計所增加的阻力問題未能完全解決，扶桑號的海試表現即便達成輸出76,889匹軸馬力的表現，極速仍然只有24.7節，未能達成25節的計畫極速；不過就操艦者的經驗，航速「足以和伊勢級共同編隊作戰」，且續航力在16節航速下可航行11800海浬。
武裝方面，與金剛級近代化工程相同，扶桑級主炮接受了增加仰角更新工程，最高仰角由30度增加到43度、副炮由15度增加到30度，此外主炮的後座裝置更換為液氣壓設計，提高主炮射速；但是，A、B砲塔開火時會火炮爆焰會干擾觀測設備的問題仍舊沒有解決。原本裝設的4挺76公厘高射炮也全拆除，預留炮位全更換為當時最新穎的雙連裝八九式127公厘高射炮，該炮為了抵禦主炮暴風增設炮盾保護操作人員。但是小口徑防空武器在1930年代改裝時尚未重視，因此扶桑號只裝有少量的13公厘機炮，較晚進行現代化工程的山城號開始裝備雙連裝25公厘機炮；兩艦的防空機炮到1943年起才大量增設。
在1930年代時，戰艦炮擊射程開始達到地平線視距極限，因此扶桑級也加裝了水上飛機提供更精準的遠程彈著觀測；先實施改良的扶桑號將水上飛機彈射機裝在3號砲塔上，但是發現操作空間與動線會被干擾，因此修改了第3主砲位置，讓原本朝艦艉方向的主炮反轉180度朝艦艏位置，這樣飛機組員就可以自煙囪旁的支架結構登上主砲塔頂登機。不過這個改裝到後來發現不實用，因此山城號改裝時放棄了這個點子，把水上飛機發射器與折疊式起重機設計在艦艉。扶桑號後來再度實施與山城號相同的改裝工程，但沒有再把砲塔方向「歸位」，這樣子的變動也造成扶桑號的艦橋基部空間不足難以設置作戰司令室，成為唯一一艘沒擔任過聯合艦隊旗艦的战列舰。改裝後的扶桑號主砲配置是呈對稱，3門向前、3門向後；山城號仍是2門向前、4門向後的設計。為了修正艦體阻力問題，扶桑級的艦艏、艦艉各延長了4公尺。
改裝後的扶桑級，無論極速或續航力都有十足改善，不過新問題也隨之而來；由於大改裝增加了不少重量，導致乾舷高度下降、剩餘浮力減少，讓扶桑級耐海性變得更差。
而且，裝甲虽然略為強化防禦力，但日軍評估改裝後的扶桑級裝甲，頂多承擔金剛級14英吋主炮搭配舊型的三年式披帽穿甲彈在20-25公里的貫穿力；增加的水下防禦隔艙可抵擋約200-250公斤魚雷彈頭的攻击。但是這些防護評估基本上面對美軍戰艦的16英吋艦炮根本有如紙糊，即便是14英吋艦炮，美軍也開發了彈頭重1500磅、以遠程砲擊大仰角貫穿為設計導向的Mark 16重型穿甲彈。該艦彈藥庫等要害區域仍然防禦不了250公斤炸彈級以上的俯衝轟炸破壞力，當然更防不了更新式的大仰角重磅穿甲彈。
1938年，兩艘扶桑級艦橋頂端設置的8公尺光學測距儀更換為與伊勢級戰艦相同標準之10公尺光學測距儀，改善遠程炮擊精準度。
沒有實施的改造計畫
目前日軍留存的紀錄，扶桑級服役期間曾規劃兩項大改造草案，但最後均沒實施。
第一次大改造前，艦政本部第四部部長平賀讓提出草案，目前留存的平賀文書手稿中提到在1922年他曾有想讓扶桑號在該次改良案中將主砲佈局完全大改造。平賀讓提出將扶桑級的主炮更換為長門級的41公分炮，配置為前方A、B砲塔採雙連裝，廢除艦體中段與後段的P、Y砲塔，Q、X砲塔換裝為三連裝41公分砲；同時更改動力艙配置及增設專燒重油鍋爐，拆除前部煙囪並將後部煙囪移動到原本P砲塔的位置。然而該方案改造難度太大最後未通過。
第二次沒有實施的改造，是在日本1942年中途島海戰戰敗後。因為日本海軍機動航空兵力折損太大，所以海軍評估所有大型軍艦的改造適性，希望盡快補充戰力，當時評估的列表有：

巡洋艦青葉級、川內級：寬度太窄，沒有改裝價值

巡洋艦最上級、利根級：飛行甲板長195公尺、寬23.5公尺，可搭載機數30架，改裝工程耗時估計9個月

巡洋艦妙高級、鳥海級：飛行甲板長200公尺、寬23.5公尺，可搭載機數30架，改裝工程耗時估計9個月

戰列巡洋艦金剛級、戰艦長門級：飛行甲板長220公尺、寬34公尺，可搭載機數54架，改裝工程耗時估計1.5年

戰艦伊勢級、扶桑級：飛行甲板長210公尺、寬34公尺，可搭載機數54架，改裝工程耗時估計1.5年
進一步分析後，日本海軍認為金剛級設計要修改的地方太多，改裝不切實際。因此就決定由第5砲塔爆炸的日向號開始進行改裝工程，改裝也不是最初評估的全通式飛行甲板，只有部分區域飛行甲板化。而扶桑級原本計畫在伊勢級工程結束後接受相同改裝；但是計畫在昭和18年（1943年）6月取消。因為日本海軍發現他們低估了改造難度，原本計畫在6個月完成的日向級改造最後仍然拖到9個月才告一段落；而比起伊勢級又更多地方要改的扶桑級難以指望可屆期完工，最後扶桑級仍然以正規戰艦的狀態應戰。

## 服役经历
扶桑號在1915年服役後編入第一艦隊之第一戰隊，不過在公試時海軍已經發覺扶桑號大角度迴轉時船速急遽下降的問題，加上火力測試時火炮噴焰會遍及全艦，性能不穩定的實際經驗，因此日本海軍並不太願意把她們派遣實戰，而是長期作為訓練艦使用；一戰期間扶桑級曾有段時間在中國沿海執行封鎖同盟國船艦任務。而1930年代的第二次改裝雖然讓這兩艘戰艦勉強堪用，實際測試仍舊問題叢生，所以兩艦雖然在1941年對美開戰前，卻沒有參加任何一場戰役。
太平洋战争爆发后，因为航速限制，均长期在本土泊地待机。1942年美軍空襲東京後，留在本土的第一艦隊曾授命追擊美軍航艦部隊，扶桑級曾因此短暫出港；但是因為航速不足也無力追擊，象徵性地晃了幾天後就回港。
比起實戰任務，兩艘艦艇作為練習艦的場合居多，扶桑號在1942年11月至1943年1月15日曾駐留在廣島江田島海軍兵學校充當訓練艦，山城號則從1942年起至1943年8月一直擔任訓練艦任務；然而在日本戰敗疲態趨明朗化後，即便性能有缺陷的軍艦仍得拿出去用，聯合艦隊被逼得讓二線武力上陣此等窘態在二戰後被軍事作家伊藤正德評論：「扶桑和山城兩艦都進行了某些改裝，無疑顯得年輕了幾歲，但是，正如給七十歲的老人注射了荷爾蒙一樣，其結果如何也不會成為年輕小夥子」。
將扶桑級投入作戰的概念在1944年中塞班島戰役已有提案，神重德上校曾向軍令部提案「將扶桑與山城兩艦搭載2000位陸戰隊員發動反攻，船隻直接登岸坐底成為固定砲台」，並聲稱奪回塞班島「陸軍辦不到、飛機飛不到、那就由海軍當特攻隊」。該提案遭軍令部作戰部長中澤佑駁回。1944年初捷號作戰前，兩艘扶桑級再度入塢整修，加裝雷達與更多的防空鎗砲，然而艦上人員在雷達訓練部分並沒有達成戰備；1944年10月，两艘扶桑级作為西村艦隊主力一同参加莱特湾海战，执行“捷号作战”，10月25日凌晨在进入苏里高海峡时，遭美國海軍埋伏的艦隊群集火圍殲。扶桑号遭魚雷艇編隊運用鱼雷集火命中，魚雷炸斷舰体致使她沉没，山城號則在凌晨3點52分開始遭美軍重巡洋艦、戰艦進行炮擊戰對決，雙方進行18分鐘的炮擊後在毫無建樹的情況下遭美軍炮彈及魚雷集火摧毀。本級兩艦均於1945年8月31日除籍。

## 同級艦
| 船名   | 艦種 | 製造廠         | 建造時間                      | 服役時間                      | 結局                             | 圖片 | 名稱典故               |
| ------ | ---- | -------------- | ----------------------------- | ----------------------------- | -------------------------------- | ---- | ---------------------- |
| 扶桑號 | 戰艦 | 吳海軍工廠     | 1912年3月11日－1914年3月28日  | 1915年11月8日－1944年10月25日 | 1944年10月25日在蘇里高海峽被擊沉 |      | 日本古稱               |
| 山城號 | 戰艦 | 橫須賀海軍工廠 | 1913年11月20日－1915年11月3日 | 1917年3月31日－1944年10月25日 | 1944年10月25日在蘇里高海峽被擊沉 |      | 位於京都府南部的山城國 |

## 關連項目
- 大日本帝國海軍艦艇列表

## 外部連結
- （英文）—Fuso-class Battleship - Nihon Kaigun （页面存档备份，存于）